# 梅之郷インターチェンジ
座標: 北緯35度4分38.5秒 東経136度49分1.1秒 / 北緯35.077361度 東経136.816972度

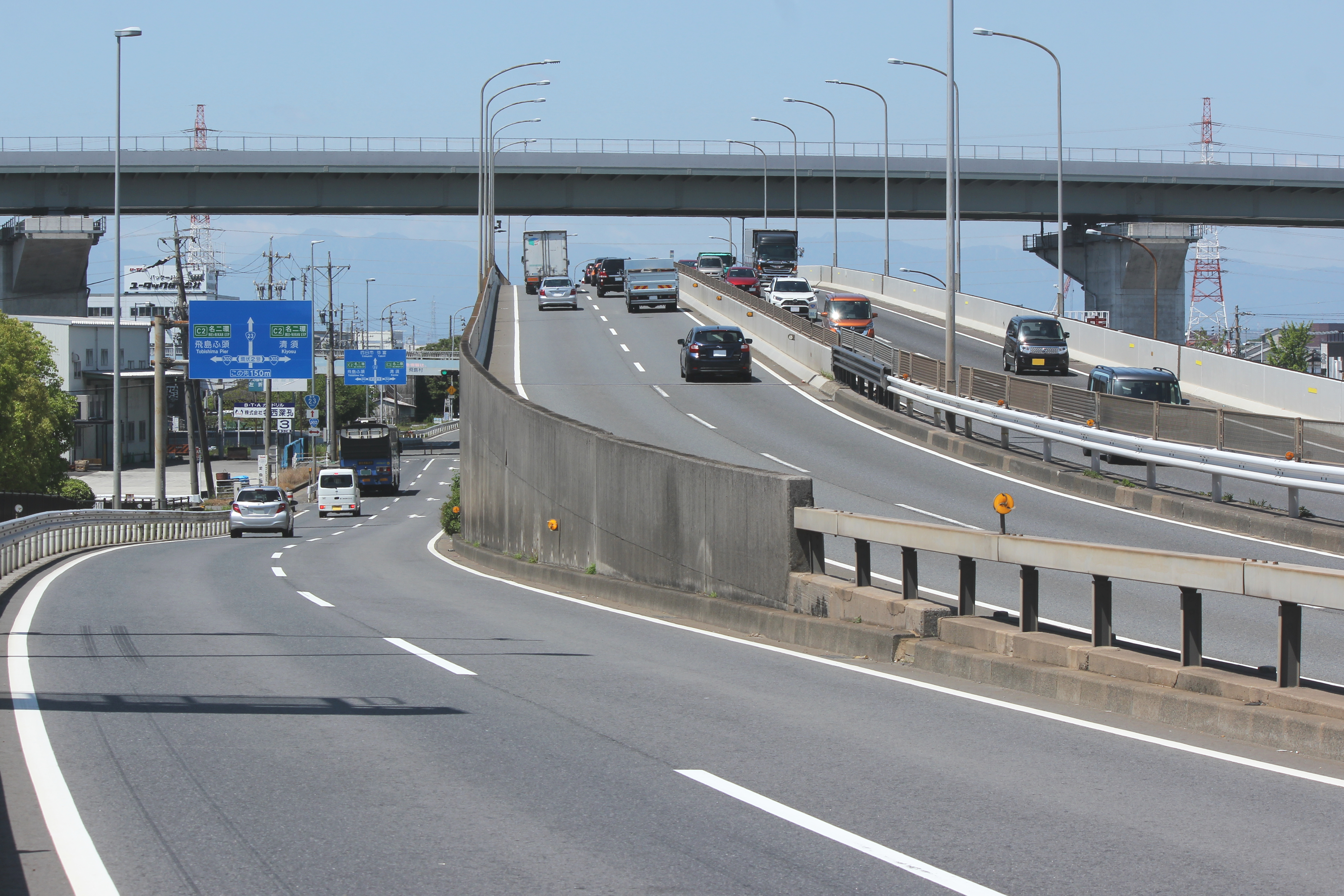
国道23号（名四国道）名古屋方面より。

梅之郷インターチェンジ（うめのごうインターチェンジ）とは、愛知県飛島村梅之郷にある名四国道（国道23号）のインターチェンジである。ここより名古屋方面にかけて断続的な立体交差が続く。主に地域高規格道路に分類される。

## 接続する道路
- 環状2号（名古屋環状2号線、国道302号）

## 周辺
ここを南下すると伊勢湾岸自動車道・飛島IC、名古屋港飛島ふ頭がある。2021年（令和3年）5月1日には、南北に名古屋第二環状自動車道（名二環）の飛島北ICが開業した。

## 隣
名四国道（国道23号）
藤前流通団地IC - 梅之郷IC - 西梅交差点